# Sabine Golde
Sabine Golde (* 1964 in Leipzig) ist eine deutsche Künstlerin und Hochschullehrerin.

## Leben
Sabine Golde studierte von 1988 bis 1994 Buchkunst und Grafikdesign an der Hochschule für Grafik und Buchkunst Leipzig und schloss dort von 1996 bis 1998 ein Meisterschülerstudim an. 1992 gründete Golde gemeinsam mit Christiane Baumgartner die Künstlerpresse Carivari, die sie seit 2004 allein führt. Von 2000 bis 2004 war Sabine Golde Dozentin für Typografie an der Hochschule für Technik, Wirtschaft und Kultur Leipzig. Seit 2007 ist sie Professorin für Buchkunst an der Burg Giebichenstein Kunsthochschule Halle, Fachbereich Kunst. Sabine Golde ist mit dem Künstler Otto Reitsperger verheiratet, ihre gemeinsame Tochter ist die Schriftstellerin Olivia Golde.

## Werk
Neben Papierarbeiten im Raum ist Sabine Goldes hauptsächliches Ausdrucksmittel das Künstlerbuch. Dabei übernimmt Golde meist sämtliche Schritte der Text- und Bildgestaltung, der vorrangig manuellen Druck- und Stempelverfahren, sowie den Bucheinband selbst. Die Auflagen übersteigen selten die Zahl von 25, mitunter handelt es sich auch um Unikate. Für ihre Künstlerbücher verwendet Sabine Golde oft Gedichte und Essays wie auch kulturtheoretische und wissenschaftliche Texte von Autoren unterschiedlicher Epochen und Denktraditionen, darunter James Joyce, Martin Heidegger, Ludwig Wittgenstein und Heiner Müller. Texte und Musik von Erik Satie und John Cage gestaltet Golde in Zusammenarbeit mit dem Komponisten und Pianisten Steffen Schleiermacher. Das Künstlerbuch stellt dafür ein vielschichtiges, räumliches Medium dar, in dem Text und (Schrift-)Bild, Farbe- und Formgebung sowie Materialität gleichermaßen bedeutsam und haptisch erfahrbar werden.

## Auszeichnungen und Stipendien
- 1995: DAAD-Stipendium in Norditalien.
- 1997: Sächsischer Staatspreis für Design
- 1996–2006: Prämierungen: „Schönste deutsche Bücher“, Stiftung Buchkunst.
- 2004: Artist in Residence, Oregon College of Art & Craft, Portland/USA.
- 2006: Artist in Residence, Villa Aurora, Los Angeles/USA.
- 2011: Stipendium Künstlerhaus Lukas, Ahrenshoop.
- 2017: Artist in Residence, Odense, Dänemark

Künstlerbücher von Sabine Golde befinden sich in Bibliotheken, Museen und privaten Sammlungen im In- und Ausland.